# Shane Company

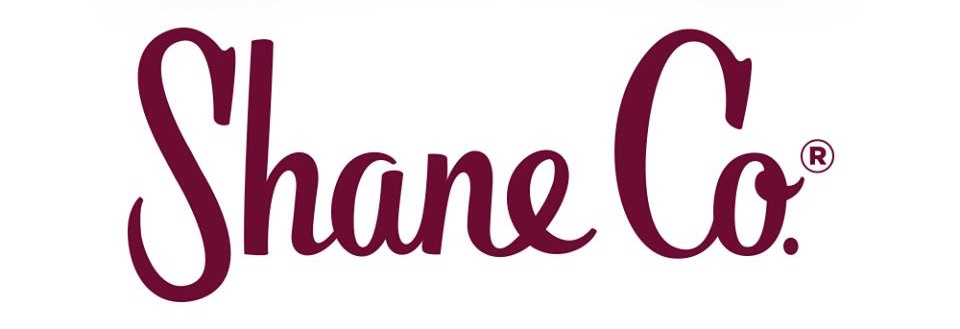
Логотип компании

Shane Company или Shane Co. — это крупнейшая ювелирная компания США из находящихся в частной собственности. Компания является прямым поставщиком бриллиантов, рубинов и сапфиров. Она владеет двадцатью магазинами розничной торговли по всей Америке. У компании есть сайт ShaneCo.com. Компания появилась в 1971 году, её головной офис находится в городе Сентенниал, штат Колорадо. Компания продвигает свои магазины розничной торговли и сайт при помощи рекламы на радио. Эти рекламные ролики обычно записывает основатель и директор Shane Co. Том Шейн. Слоган компании — «Теперь у вас есть друг в бриллиантовом бизнесе».

## История
Том Шейн окончил университет Колорадо в 1970 году по специальности бизнес-управление. В 1971 году он основал знаменитую компанию Shane Company, хотя его семья занималась ювелирным бизнесом со времен Великой Депрессии. Его дедушка Чарльз Шейн начал семейный бизнес в 1929 году, когда купил свой первый ювелирный магазин в Кливленде, Огайо. Отец Тома Шейна Ричард Шейн присоединился к бизнесу отца вместе со своим братом Клодом Шейном после Второй мировой войны. Несколько лет спустя Ричард и Клод разделили ювелирный бизнес на две крупные ювелирные цепи на Среднем Западе Америки, открыв первые магазины под названием «Shane Company». Несколько лет спустя Том Шейн превратил маленький магазинчик Shane Co. в цепь крупных ювелирных магазинов с двадцатью точками в тринадцати штатах.

### Банкротство
12 января 2009 года Shane Company подала документы на признание себя банкротом в соответствии с главой 11 кодекса США о банкротстве и 15 февраля 2009 года закрыла три магазина в Орландо, Флорида, Морроу, Джорджия и Туквила, Вашингтон.
11 августа 2010 года для выплаты 100 % всех долгов Shane Co. составила План по Реорганизации, поместив долги Тому Шейну на последнее место. Судья по банкротству заметил, что это «идеальная 11 глава». С 21 декабря 2010 года Shane Co. больше не попадает под 11 главу кодекса США о банкротстве.

## Культурные отсылки
Владелец компании Том Шейн появился в серии мультфильма «Южный парк». 7 ноября 2007 года вышла серия под названием «Гитараст» («Guitar Queer-o»). Персонаж Тома Шейна присутствовал на вечеринке, где также были знаменитости штата Колорадо: Джейк Джабс, владелец компании American Furniture Warehouse, и Джей Кутлер, бывший квотербек футбольной команды «Денвер Бронкос».
Отличительная особенность компании «Shane Co.» — реклама на радио. Слоган и сама манера речи Тома Шейна являлись объектом насмешек; журнал «Атланта Сити Бизнес» отметил, что «реклама предстает во всем „сиянии и блеске“ социальной рекламы», особенно заостряя внимание на «неумолимо серьезном тоне диктора». «Сан-Франциско кроникл» отметила, что «последние 35 лет господин Шейн докучал радиослушателям своей серьезной, монотонной манерой речи». Сама компания делает акцент на том, что данная радиореклама является самой продолжительной рекламной кампанией в истории радио. Рекламу слегка обновили при помощи агентства Grey Global Group, добавив слоган «Хоть он и заурядный, он все равно блещет» («He might be dull, but he’s brilliant») в 2006 году. Тем не менее, большинство американцев все еще считает эту рекламу «до смешного надоедливой». Радиообъявления остаются главным способом компании прорекламировать себя.
30 июля 2010 года на YouTube появился музыкальный клип «Colorado Girls» от команды TheGreenRiceBrady. Песня являлась пародией на трек «California Gurls» Кети Перри, в клипе упоминаются многие отличительные черты и достопримечательности штата Колорадо. В песне на 1 мин 35 с есть строчка «Tom Shane on the radio» («Голос Тома Шейна на радиоволнах»), за которой идет слоган компании «Теперь у вас есть друг в бриллиантовом бизнесе» («Now you have a friend in the diamond business»).